# Santiago Jamiltepec
Santiago Jamiltepec är en kommunhuvudort i Mexiko.   Den ligger i kommunen Santiago Jamiltepec och delstaten Oaxaca, i den sydöstra delen av landet, 400 km söder om huvudstaden Mexico City. Santiago Jamiltepec ligger 460 meter över havet och antalet invånare är 9 928.
Terrängen runt Santiago Jamiltepec är kuperad söderut, men norrut är den platt. Santiago Jamiltepec ligger uppe på en höjd. Runt Santiago Jamiltepec är det ganska glesbefolkat, med 26 invånare per kvadratkilometer. Santiago Jamiltepec är det största samhället i trakten. Omgivningarna runt Santiago Jamiltepec är en mosaik av jordbruksmark och naturlig växtlighet.